# Love in Stereo (Ola Svensson)
Love in Stereo è una canzone scritta da Tony Nilsson e Mirja Breitholtz e cantata da Ola Svensson durante il l'edizione 2008 del Melodifestivalen.
Cantata la prima volta a Västerås il 16 febbraio 2008, ha avuto seconda possibilità a Kiruna l'8 marzo, ma non è riuscita ad arrivare in finale.
Questo brano fu pubblicato come singolo e poi incluso nell'album Good Enough - The Feelgood Edition.
Nonostante questa canzone non fosse arrivata nella finale del Melodifestivalen 2008, diventò molto popolare: raggiunse la posizione numero 2 della classifica dei singoli svedesi e vinse il disco d'oro in Svezia.

## Tracce
1. "Love in Stereo (Radio Version)" (2:59)
2. "Love in Stereo (Instrumental Version)" (2:59)

## Posizione in classifica
| Classifica (2007)              | Posizione in classifica | Settimane TOT | Certificazioni |
| Classifica (2007)              | Posizione in classifica | Settimane TOT | Svezia         |
| ------------------------------ | ----------------------- | ------------- | -------------- |
| Classifica dei singoli svedesi | #2 (1 settimana)        | 11            | Oro            |